# Simon Robert (ecclésiastique)
Simon Robert est un prêtre catholique devenu pasteur protestant, né à Tournai au XVe siècle et mort en 1533 à Aigle (canton de Vaud).

## Biographie
Ordonné prêtre, excellent hébraïsant, Simon Robert devient curé d'une paroisse du Tournaisis. L'un des fondateurs du Cénacle de Meaux, se liant aux réformateurs Martin Bucer, Guillaume Farel et Wolfgang Capiton, et converti à la Réforme protestante, il est l'un des premiers wallons à s'exile de Tournai.
En 1526, il épouse Marie d'Ennetières à Strasbourg. Ils s'installent dans le canton de Vaud, à Bex puis à Aigle, où il exerce comme pasteur de 1528 à sa mort, survenue en 1533.

## Littérature
- Gérard Moreau, Histoire du protestantisme à Tournai jusqu'à la veille de la révolution des Pays-Bas, 1962
- E. M. Braekman, Le protestantisme belge au 16e siècle: Belgique, Nord de la France, Refuge,La Cause, 1999
- Olivier Millet, Calvin et ses contemporains, Librairie Droz, 1998
- Abel Lefranc, La Jeunesse de Calvin, Paris, 1888
- Francis M. Higman, Lire et découvrir : la circulation des idées au temps de la Réforme, Genève, Droz, 1988